# Ivo Martin
Ivo Martin (* 2002) ist ein deutscher Indie-Pop-Sänger.

## Leben
Ivo Martin wuchs zunächst in Bornheim in der Nähe von Bonn auf. Musikalisch geprägt wurde er von seinem Elternhaus. Der Vater brachte ihn zu The Beatles und sein erstes Lieblingsalbum wurde A Night at the Opera von Queen. Mit sechs Jahren begann er Gitarre zu lernen. Mit 17 erschienen seine ersten Songs. Er begann über TikTok Musik zu veröffentlichen und trat bei den SPH Music Masters auf und schaffte es ins Regionalfinale. So setzte er sich mit Akustikgitarre auf Parkbänke neben fremde Menschen und bat sie um Songideen. Nach dem Abitur bewarb sich Ivo Martin an der Popakademie Baden-Württemberg auf den Studiengang Musikbusiness. Er wurde jedoch abgelehnt. 2022 erschien mit Verliebt seine Debütsingle. Mit den ersten Songs wurde er schließlich von Epic Records Germany entdeckt und zog nach Berlin um seine Musikkarriere voranzutreiben.
Anfang 2024 begann er an seinem Debütalbum Puls zu arbeiten. Das Album erschien schließlich am 30. August 2024 und erreichte Platz 33 der deutschen Charts.

## Diskografie

### Alben
- 2024: Puls (Epic Records)

### Mixtapes
- 2023: Weit weg Tape (Epic Records)

### Singles
- 2022: Verliebt
- 2022: Ihr Liebeslied
- 2023: Broken
- 2023: Weit weg
- 2023: Hallo
- 2023: Wie du’s Liebe nennst (feat. Lotte)
- 2023: Küss mich
- 2023: Diese Eine
- 2023: Nur 3 Sekunden
- 2023: Nicht allein
- 2024: Altbaudielen
- 2024: Mensch
- 2024: Tanz
- 2024: Misses DGAF
- 2024: ChatGPT (feat. Bunt.)
- 2024: Kind
- 2025: brenn für dich
- 2025: wie schön es war
- 2025: musiek
- 2025: ich kenn liebe nicht
- 2025: gladiolen